# Плавание на летних Олимпийских играх 1904 — эстафета 4×50 ярдов вольным стилем
Соревнования по плаванию в эстафете 4×50 ярдов вольным стилем среди мужчин на летних Олимпийских играх 1904 прошли 7 сентября. Приняли участие четыре команды по четыре человека из одной страны.

## Призёры
| Золото                                                       | Серебро                                                    | Бронза                                                            |
| США Лео Гудвин · Чарльз Дэниельс · Джозеф Радди · Луи Хендли | США Хуго Гёц · Уильям Таттл · Реймонд Торн · Дэвид Хеммонд | США Уильям Ортвейн · Эмеди Рейбёрн · Марквард Шварц · Гвинн Эванс |

## Соревнование
| Место | Спортсмен                                                      | Результат  |
| ----- | -------------------------------------------------------------- | ---------- |
| 1     | США Лео Гудвин, Чарльз Дэниельс, Джозеф Радди, Луи Хендли      | 2:04,6     |
| 2     | США Хуго Гёц, Уильям Таттл, Реймонд Торн, Дэвид Хеммонд        | Неизвестен |
| 3     | США Уильям Ортвейн, Эмеди Рейбёрн, Марквард Шварц, Гвинн Эванс | Неизвестен |
| 4     | США Эдгар Адамс, Дэвид Бреттон, Джордж ван Клиф, Дэвид Хессер  | Неизвестен |